# ×Anthematricaria dominii
Anthematricaria dominii là một loài thực vật có hoa trong họ Cúc. Loài này được Rohlena mô tả khoa học đầu tiên.